# Consórcio Bus+
Consórcio Bus+ é um consórcio de empresas de ônibus responsável pelo transporte de passageiros entre os municípios da Região Metropolitana de Campinas.

## Empresas
As empresas consorciadas são as seguintes: 
- Auto Viação Campestre
- Expresso Fênix Viação
- Expresso Jota Jota
- Expresso Metrópolis Transportes e Viagens
- Transportadora Salamanca
- Transportes Capellini

Tem sede na cidade de Campinas e opera 150 linhas e serviços de ônibus, com 400 veículos no Sistema Regular. O gerenciamento e a fiscalização do serviço são feitos pela EMTU-SP.

## Histórico e polêmicas
Em 2012 a EMTU publicou o edital de licitação do transporte na Região Metropolitana de Campinas. Na época na região era atendida por contratos de permissão por nove empresas: Viação Campestre, Expresso Fênix, Jota Jota, Expresso Metrópolis, Princesa d'Oeste, Viação Ouro Verde, VB Transportes e Turismo, Viação Boa Vista e Rápido Luxo Campinas, sendo as quatro últimas de propriedade do Grupo Belarmino. Na licitação apenas um concorrente apresentou proposta, o Consórcio Bus+, constituído por todas as empresas permissionárias, exceto as do Grupo Belarmino, que foram representadas pela empresa Transportes Capellini.
O contrato foi assinado apenas em 2014 e foi alvo de denúncias de irregularidades. O TCE-SP julgou irregular, com base no alto valor de garantia exigido das licitantes. O Consórcio Bus+ ofereceu um valor de R$ 1,201 milhão como proposta comercial, apenas R$ 1 mil superior ao limite do edital. Ademais, deputados da Assembleia Legislativa de São Paulo também elaboraram requerimentos de informação sobre o contrato, que apresentava indícios de irregularidade.
Em 2018, João Paulo Rillo, do PSOL, apresentou o requerimento de informação nº 184 /2018, que, entre outras coisas, questionava a reprogramação de linhas em desconformidade com o contrato, a presença das empresas permissionárias na operação, o processo de criação de linhas do serviço aeroporto, que funcionaria de forma semelhante ao Airport Bus Service, mas como foco no Aeroporto de Viracopos, entre outros pontos. O pedido de informação foi respondido em 30 de novembro de 2018. Em 2019, o deputado Carlos Giannazi, do mesmo partido, registrou um novo pedido de informação (626 / 2019), buscando esclarecer pontos não detalhados no pedido anterior e também questionando novos pontos, como a existência de um aditivo que adiou a operação global da concessão, aumentou a tarifa acima da inflação em 2019, com base em um suposto desequilíbrio econômico-financeiro, a existência de linhas de ônibus não regidas pelo contrato e a inclusão de linhas de Morungaba na concessão, tendo em vista que tal município não fazia parte da Região Metropolitana na época da publicação do edital de licitação. Até 13 de dezembro de 2019, não havia sido dada qualquer resposta ao requerimento de Giannazi, apesar de esgotados os prazos legais.